# Aleksej Zjitnik
Aleksej Nikolajevitj Zjitnik, ryska: Алексей Николаевич Житник, alternativt Oleksij Mykolajovytj Zjytnyk, ukrainska: Олексій Миколайович Житник, född 10 oktober 1972, är en rysk-ukrainsk före detta professionell ishockeyback som tillbringade 15 säsonger i den nordamerikanska ishockeyligan National Hockey League (NHL), där han spelade för ishockeyorganisationerna Los Angeles Kings, Buffalo Sabres, New York Islanders, Philadelphia Flyers och Atlanta Thrashers. Han producerade 471 poäng (96 mål och 375 assists) samt drog på sig 1 268 utvisningsminuter på 1 085 grundspelsmatcher. Zjitnik spelade även för Sokil Kiev och HK CSKA Moskva i sovjetiska mästerskapsserien; Ak Bars Kazan i Ryska superligan och HK Dynamo Moskva i Kontinental Hockey League (KHL).
Han draftades av Los Angeles Kings i fjärde rundan i 1991 års draft som 81:a spelare totalt.
Zjitnik vann en guldmedalj vid olympiska vinterspelen 1992 och en silvermedalj vid olympiska vinterspelen 1998.

## Statistik
| 1989–1990     | Sokil Kiev          | Sovjet        | 31   | 3  | 4   | 7   | 16   | —  | — | —  | —  | —   |
| 1990–1991     | Sokil Kiev          | Sovjet        | 46   | 1  | 4   | 5   | 46   | —  | — | —  | —  | —   |
| 1991–1992     | HK CSKA Moskva      | Sovjet        | 36   | 2  | 7   | 9   | 44   | 8  | 0 | 0  | 0  | 8   |
| 1992–1993     | Los Angeles Kings   | NHL           | 78   | 12 | 36  | 48  | 80   | 24 | 3 | 9  | 12 | 26  |
| 1993–1994     | Los Angeles Kings   | NHL           | 81   | 12 | 40  | 52  | 101  | —  | — | —  | —  | —   |
| 1994–1995     | Los Angeles Kings   | NHL           | 11   | 2  | 5   | 7   | 27   | —  | — | —  | —  | —   |
|               | Buffalo Sabres      | NHL           | 21   | 2  | 5   | 7   | 34   | 5  | 0 | 1  | 1  | 14  |
| 1995–1996     | Buffalo Sabres      | NHL           | 80   | 6  | 30  | 36  | 58   | —  | — | —  | —  | —   |
| 1996–1997     | Buffalo Sabres      | NHL           | 80   | 7  | 28  | 35  | 95   | 12 | 1 | 0  | 1  | 16  |
| 1997–1998     | Buffalo Sabres      | NHL           | 78   | 15 | 30  | 45  | 102  | 15 | 0 | 3  | 3  | 36  |
| 1998–1999     | Buffalo Sabres      | NHL           | 81   | 7  | 26  | 33  | 96   | 21 | 4 | 11 | 15 | 52  |
| 1999–2000     | Buffalo Sabres      | NHL           | 74   | 2  | 11  | 13  | 95   | 4  | 0 | 0  | 0  | 8   |
| 2000–2001     | Buffalo Sabres      | NHL           | 78   | 8  | 29  | 37  | 75   | 13 | 1 | 6  | 7  | 12  |
| 2001–2002     | Buffalo Sabres      | NHL           | 82   | 1  | 33  | 34  | 80   | —  | — | —  | —  | —   |
| 2002–2003     | Buffalo Sabres      | NHL           | 70   | 3  | 18  | 21  | 85   | —  | — | —  | —  | —   |
| 2003–2004     | Buffalo Sabres      | NHL           | 68   | 4  | 24  | 28  | 102  | —  | — | —  | —  | —   |
| 2004–2005     | Ak Bars Kazan       | RSL           | 23   | 1  | 8   | 9   | 30   | 4  | 0 | 0  | 0  | 2   |
| 2005–2006     | New York Islanders  | NHL           | 59   | 5  | 24  | 29  | 88   | —  | — | —  | —  | —   |
| 2006–2007     | New York Islanders  | NHL           | 30   | 2  | 9   | 11  | 40   | —  | — | —  | —  | —   |
|               | Philadelphia Flyers | NHL           | 31   | 3  | 10  | 13  | 38   | —  | — | —  | —  | —   |
|               | Atlanta Thrashers   | NHL           | 18   | 2  | 12  | 14  | 14   | 4  | 0 | 0  | 0  | 2   |
| 2007–2008     | Atlanta Thrashers   | NHL           | 65   | 3  | 5   | 8   | 58   | —  | — | —  | —  | —   |
| 2008–2009     | HK Dynamo Moskva    | KHL           | 56   | 4  | 12  | 16  | 58   | —  | — | —  | —  | —   |
| 2009–2010     | HK Dynamo Moskva    | KHL           | 56   | 0  | 7   | 7   | 60   | —  | — | —  | —  | —   |
| NHL totalt    | NHL totalt          | NHL totalt    | 1085 | 96 | 375 | 471 | 1268 | 98 | 9 | 30 | 39 | 168 |
| Sovjet totalt | Sovjet totalt       | Sovjet totalt | 113  | 6  | 15  | 21  | 106  | 8  | 0 | 0  | 0  | 8   |
| KHL totalt    | KHL totalt          | KHL totalt    | 112  | 4  | 19  | 23  | 118  | 12 | 1 | 2  | 3  | 22  |

### Internationellt
| Källa:        | Källa:        | Källa:        |         | Utv = Utvisningsminuter | Utv = Utvisningsminuter | Utv = Utvisningsminuter | Utv = Utvisningsminuter | Utv = Utvisningsminuter |
| År            | Lag           | Mästerskap    | Matcher | Mål                     | Assists                 | Poäng                   | Utv                     |                         |
| ------------- | ------------- | ------------- | ------- | ----------------------- | ----------------------- | ----------------------- | ----------------------- | ----------------------- |
| 1990          | Sovjet        | JEM           | 6       | 2                       | 2                       | 4                       | 2                       |                         |
| 1991          | Sovjet        | JVM           | 7       | 1                       | 1                       | 2                       | 2                       |                         |
| 1991          | Sovjet        | CC            | 5       | 0                       | 0                       | 0                       | 4                       |                         |
| 1992          | OSS           | JVM           | 7       | 1                       | 1                       | 2                       | 2                       |                         |
| 1992          | OSS           | OS            | 8       | 1                       | 0                       | 1                       | 0                       |                         |
| 1992          | Ryssland      | VM            | 6       | 0                       | 2                       | 2                       | 6                       |                         |
| 1994          | Ryssland      | VM            | 6       | 1                       | 0                       | 1                       | 8                       |                         |
| 1996          | Ryssland      | VM            | 8       | 1                       | 1                       | 2                       | 6                       |                         |
| 1996          | Ryssland      | WC            | 3       | 0                       | 1                       | 1                       | 2                       |                         |
| 1998          | Ryssland      | OS            | 6       | 0                       | 2                       | 2                       | 2                       |                         |
| 2000          | Ryssland      | VM            | 6       | 0                       | 1                       | 1                       | 2                       |                         |
| Junior totalt | Junior totalt | Junior totalt | 20      | 4                       | 4                       | 8                       | 6                       |                         |
| Senior totalt | Senior totalt | Senior totalt | 48      | 3                       | 7                       | 10                      | 30                      |                         |